# Tengen 1982
Il Tengen 1982 è stata l'ottava edizione del torneo goistico giapponese Tengen. 

## Svolgimento
- W indica vittoria col bianco
- B indica vittoria col nero
- X indica la sconfitta
- +R indica che la partita si è conclusa per abbandono
- +N indica lo scarto dei punti a fine partita
- +F indica la vittoria per forfeit
- +T indica la vittoria per timeout
- +? indica una vittoria con scarto sconosciuto
- V indica una vittoria in cui non si conosce scarto e colore del giocatore

### Torneo
|  | Primo turno       | Primo turno |  |  | Secondo turno     | Secondo turno |                   |                 | Terzo turno | Terzo turno |  |  | Semifinale | Semifinale |  |  | Finale | Finale |
|  |                   |             |  |  |                   |               |                   |                 |             |             |  |  |            |            |  |  |        |        |
|  | Satoshi Kataoka   | W+2,5       |  |  |                   |               |                   |                 |             |             |  |  |            |            |  |  |        |        |
|  | Isamu Haruyama    |             |  |  | Satoshi Kataoka   | B+12,5        |                   |                 |             |             |  |  |            |            |  |  |        |        |
|  | Satsuo Ushinohama | W+2,5       |  |  | Satsuo Ushinohama |               |                   |                 |             |             |  |  |            |            |  |  |        |        |
|  | Kōichi Kobayashi  |             |  |  |                   |               |                   | Satoshi Kataoka | B+R         |             |  |  |            |            |  |  |        |        |
|  | Shoichi Takagi    | B+R         |  |  | Shoichi Takagi    |               |                   |                 |             |             |  |  |            |            |  |  |        |        |
|  | Tatsuaki Iwata    |             |  |  | Shoichi Takagi    | W+0,5         |                   |                 |             |             |  |  |            |            |  |  |        |        |
|  | Yoshio Ishida     | W+R         |  |  | Yoshio Ishida     |               |                   |                 |             |             |  |  |            |            |  |  |        |        |
|  | Yoshihiro Matsura |             |  |  |                   |               |                   | Satoshi Kataoka | B+1,5       |             |  |  |            |            |  |  |        |        |
|  | Cho Chikun        | W+2,5       |  |  | Cho Chikun        |               |                   |                 |             |             |  |  |            |            |  |  |        |        |
|  | Yoshiteru Abe     |             |  |  | Cho Chikun        | B+1,5         |                   |                 |             |             |  |  |            |            |  |  |        |        |
|  | Norio Kudo        | W+R         |  |  | Norio Kudo        |               |                   |                 |             |             |  |  |            |            |  |  |        |        |
|  | Hajime Tokimoto   |             |  |  |                   |               | Cho Chikun        | B+R             |             |             |  |  |            |            |  |  |        |        |
|  | Yuichi Sonoda     | W+R         |  |  | Yuichi Sonoda     |               |                   |                 |             |             |  |  |            |            |  |  |        |        |
|  | Shungo Goto       |             |  |  | Yuichi Sonoda     | W+R           |                   |                 |             |             |  |  |            |            |  |  |        |        |
|  | Hideyuki Fujisawa | B+1,5       |  |  | Hideyuki Fujisawa |               |                   |                 |             |             |  |  |            |            |  |  |        |        |
|  | Yoshimi Hashimoto |             |  |  |                   |               |                   | Satoshi Kataoka | W+R         |             |  |  |            |            |  |  |        |        |
|  | Hiroaki Tono      | W+R         |  |  | Hiroaki Tono      |               |                   |                 |             |             |  |  |            |            |  |  |        |        |
|  | Shuzo Awaji       |             |  |  | Hiroaki Tono      | W+R           |                   |                 |             |             |  |  |            |            |  |  |        |        |
|  | Hideo Otake       | W+14,5      |  |  | Hideo Otake       |               |                   |                 |             |             |  |  |            |            |  |  |        |        |
|  | Michiharu Sakai   |             |  |  |                   |               | Hiroaki Tono      | W+2,5           |             |             |  |  |            |            |  |  |        |        |
|  | Satoru Kobayashi  | B+7,5       |  |  | Satoru Kobayashi  |               |                   |                 |             |             |  |  |            |            |  |  |        |        |
|  | Kaku Takagawa     |             |  |  | Satoru Kobayashi  | B+0,5         |                   |                 |             |             |  |  |            |            |  |  |        |        |
|  | Kunihisa Honda    | W+1,5       |  |  | Kunihisa Honda    |               |                   |                 |             |             |  |  |            |            |  |  |        |        |
|  | Masao Sugiuchi    |             |  |  |                   |               | Hiroaki Tono      | B+2,5           |             |             |  |  |            |            |  |  |        |        |
|  | Hiroshi Yamashiro | W+6,5       |  |  | Hiroshi Yamashiro |               |                   |                 |             |             |  |  |            |            |  |  |        |        |
|  | Takahiro Endo     |             |  |  | Hiroshi Yamashiro | B+1,5         |                   |                 |             |             |  |  |            |            |  |  |        |        |
|  | Noboru Ishikura   | B+R         |  |  | Noboru Ishikura   |               |                   |                 |             |             |  |  |            |            |  |  |        |        |
|  | Goro Miyazawa     |             |  |  |                   |               | Hiroshi Yamashiro | B+R             |             |             |  |  |            |            |  |  |        |        |
|  | Shoji Hashimoto   | B+6,5       |  |  | Shoji Hashimoto   |               |                   |                 |             |             |  |  |            |            |  |  |        |        |
|  | Rin Kaiho         |             |  |  | Shoji Hashimoto   | W+11,5        |                   |                 |             |             |  |  |            |            |  |  |        |        |
|  | Takeo Kajiwara    | B+R         |  |  | Takeo Kajiwara    |               |                   |                 |             |             |  |  |            |            |  |  |        |        |
|  | Toshio Kori       |             |  |  |                   |               |                   |                 |             |             |  |  |            |            |  |  |        |        |

### Finale
La finale è una sfida al meglio delle cinque partite. Il detentore Masao Katō ha affrontato lo sfidante scelto attraverso il processo di selezione.